# Jean Pirmez
Jean Pirmez (Châtelineau, 13 oktober 1795 - 11 september 1864) was lid van het Belgisch Nationaal Congres en volksvertegenwoordiger.

## Levensloop
Pirmez was de zoon van François-Edouard-Jos Pirmez, burgemeester van Thuin en van Rosalie Wyart. Hij was de oudste van hun acht kinderen. De familie dankte zijn sociale opgang aan de voorvader Edouard Pirmez.
Toen Jean Pirmez zes was stierf zijn vader, de zesendertigjarige weduwe achterlatende met de acht kinderen. Ze slaagde erin ze een behoorlijke opvoeding te bezorgen. Jean deed zijn middelbare studies in het college van Namen en trok vervolgens naar de Rijksuniversiteit Leuven waar hij rechten studeerde. Van 1820 tot 1825 was hij burgemeester van Châtelineau. Van 1818 tot 1830 was hij lid van de provinciale staten van Henegouwen.
In 1830 nam hij met zijn broers Victor en Benjamin de leiding van de vrijwilligers in Châtelet en Châtelineau. Gewapend met geweren, vorken en pieken trokken ze naar Marcinelle om er de regeringstroepen te bevechten die vanuit hun kazerne in Philippeville verondersteld werden naar Charleroi te komen.
Terwijl Victor Pirmez een vrijkorps organiseerde, werd Jean voor het arrondissement Charleroi verkozen om in het Nationaal Congres te zetelen, met zijn broer Sylvain Pirmez als plaatsvervanger (die echter niet heeft moeten zetelen). Op 8 januari 1831 hield Pirmez een lange rede met de argumenten die hij had om in een personele unie de koning van Frankrijk ook tot koning der Belgen te verkiezen. Toen dit onmogelijk bleek, besteeg hij opnieuw het spreekgestoelte om de kandidatuur van de hertog van Leuchtenberg te bestrijden en die van de hertog van Nemours aan te bevelen. Het was dan ook op hem dat hij zijn stem uitbracht. Toen ook dit niet lukte stemde hij voor Surlet de Chokier als regent. Begin juni 1831 stemde hij voor Leopold van Saksen Coburg en aanvaardde hij het Verdrag der XVIII Artikelen.
Bij de eerste verkiezingen voor het parlement werd Jean Pirmez, die tot de gematigde liberale opinie behoorde, verkozen tot volksvertegenwoordiger, functie die hij onafgebroken uitoefende tot in 1856. Hij werd in dit mandaat opgevolgd door zijn neef Eudore Pirmez. Hij was een actief parlementslid die vele malen tussenkwam in de openbare zittingen. Toen het Verdrag der XXIV Artikelen moest worden goedgekeurd in 1838, gaf hij alle redenen op waarom het hem zwaar viel zijn goedkeuring te geven, maar het toch maar deed.
Hij woonde met zijn broer Auguste en zijn zus Hyacinthe: alle drie bleven ze vrijgezel.